# Gran Premi dels Estats Units del 1964
Resultats del Gran Premi dels Estats Units de Fórmula 1 de la temporada 1964, disputat al circuit de Watkins Glen el 4 d'octubre del 1964.

## Resultats de la cursa
| Pos | No | Pilot           | Equip            | Voltes | Temps/ Retir.     | Pos. de sort. | Punts |
| --- | -- | --------------- | ---------------- | ------ | ----------------- | ------------- | ----- |
| 1   | 3  | Graham Hill     | BRM              | 110    | 2h 16' 38. 0      | 4             | 9     |
| 2   | 7  | John Surtees    | Ferrari          | 110    | + 30.5 s          | 2             | 6     |
| 3   | 22 | Jo Siffert      | Brabham - BRM    | 109    | + 1 Volta         | 12            | 4     |
| 4   | 4  | Richie Ginther  | BRM              | 107    | + 3 Voltes        | 13            | 3     |
| 5   | 17 | Walt Hansgen    | Lotus - Climax   | 107    | + 3 Voltes        | 17            | 2     |
| 6   | 12 | Trevor Taylor   | BRP - BRM        | 106    | + 4 Voltes        | 6             | 1     |
| 7   | 1  | Jim Clark       | Lotus - Climax   | 102    | Sense combustible | 1             |       |
| 8   | 14 | Mike Hailwood   | Lotus - BRM      | 101    | Dipòsit de l'oli  | 15            |       |
| Ret | 6  | Dan Gurney      | Brabham - Climax | 69     | Pressió de l'oli  | 3             |       |
| NC  | 23 | Hap Sharp       | Brabham - BRM    | 65     | No classificat    | 18            |       |
| Ret | 8  | Lorenzo Bandini | Ferrari          | 58     | Motor             | 8             |       |
| Ret | 2  | Mike Spence     | Lotus - Climax   | 54     | Injecció          | 16            |       |
| Ret | 25 | Ronnie Bucknum  | Honda            | 50     | Sobreescalfament  | 14            |       |
| Ret | 15 | Chris Amon      | Lotus - BRM      | 47     | Motor             | 11            |       |
| Ret | 16 | Jo Bonnier      | Brabham - Climax | 37     | Rodes             | 9             |       |
| Ret | 9  | Bruce McLaren   | Cooper - Climax  | 27     | Motor             | 5             |       |
| Ret | 5  | Jack Brabham    | Brabham - Climax | 14     | Motor             | 7             |       |
| Ret | 10 | Phil Hill       | Cooper - Climax  | 4      | Encesa            | 19            |       |
| Ret | 11 | Innes Ireland   | BRP - BRM        | 2      | Caixa canvi       | 10            |       |

## Altres
- Pole: Jim Clark 1' 12. 65

- Volta ràpida: Jim Clark 1' 12. 70 (a la volta 81)